# 石沙参
石沙参（学名：Adenophora polyantha）是桔梗科沙参属的植物。分布在朝鲜以及中国大陆的河北、安徽、宁夏、甘肃、山西、山东、辽宁、内蒙古、江苏、陕西、河南等地，生长于海拔50米至2,000米的地区，常生于阳坡开旷草地，目前尚未由人工引种栽培。

## 异名
- Adenophora polyantha Nakai var. contracta Kitag.
- Adenophora polyantha Nakai var. glabricalyx Kitag.